# NWF Kids Pro Wrestling: The Untold Story
Pour plus de détails, voir Fiche technique et Distribution.

NWF Kids Pro Wrestling: The Untold Story est un documentaire sur le catch (lutte professionnelle)  qui raconte l'histoire d'une promotion de catch composée essentiellement d'enfants et d'adolescents qui a existé dans les années 1980. Ce documentaire est distribué aux États-Unis par NWF Films,,.

## Synopsis
Le documentaire suit la naissance et le développement  d'une promotion de catch dans la deuxième moitié des années 1980 qui est produite par de jeunes adolescents âgé entre 12 et 16 ans. Le film suit l'ascension et la chute de l'unique expérience dans ce divertissement de chacun des enfants impliqués.En plus des interviews de certains des "catcheurs", on diffuse certains matchs de cette fédération .

## Casting
Les personnes interviewés sont Charley Lane, Michael Ackermann, Matt Kelsey, Chris Hanson, Jason Clauson, John Hoffman et Leslie Johnson.

## Récompenses et nominations
Après la sortie de ce DVD en octobre 2005, ce documentaire reçoit 13 récompenses nationales et internationales ,. Parmi elles il y a : 
- 2005 : Remporte le Best Sports Documentary Award New York International Independent Film & Video Festival[7]
- 2006 : Remporte le ScreenCraft Award  pour le meilleur long métrage documentaire New York International Independent Film & Video Festival[8]
- 2006 : Remporte l'Aegis Award à Aegis Film and Television competition [9]
- 2006 : Nommé pour l'Accolade Award à Accolade Competition[10]
- 2006 : Remporte 3 Telly Award (deux d'argent et un de bronze)[5]